# Boggie (chanteuse)
Pour l’article ayant un titre homophone, voir Bogie.
Dans le nom hongrois Csemer Boglárka, le nom de famille précède le prénom, mais cet article utilise l’ordre habituel en français Boglárka Csemer, où le prénom précède le nom.
Boglárka Csemer, plus connue sous son nom de scène Boggie est une chanteuse hongroise.

## Débuts musicaux
Boggie acquiert une certaine notoriété internationale grâce à la diffusion à travers des médias du monde entier (États-Unis, Royaume-Uni, France...) de sa chanson en français Nouveau parfum, dénonçant l'utilisation abusive de logiciels de retouches et de la superficialité de la société actuelle. Une version hongroise, Parfüm existe également et fut classée numéro 1 des ventes en Hongrie.

## Eurovision 2015
Le 28 février 2015, elle remporte le concours hongrois A Dal, avec la chanson Wars for Nothing, et par conséquent est choisie pour représenter la Hongrie au Concours Eurovision de la chanson 2015 à Vienne, en Autriche.

## Discographie

### Singles
- Nouveau parfum (2014)
- Wars for Nothing (2015)